# Violino e fruttiera
Violino e fruttiera è un'opera realizzata nel 1913 dal pittore spagnolo Pablo Picasso.
Quest'opera è realizzata su tela e misura cm 65x50. È conservata a Filadelfia, al Museum of Art.